# Lijst van kunstschilders naar geboortejaar
Dit is een lijst van kunstschilders naar geboortejaar. Zie ook de lijst van kunstschilders op alfabet en personen uit de Gouden Eeuw.

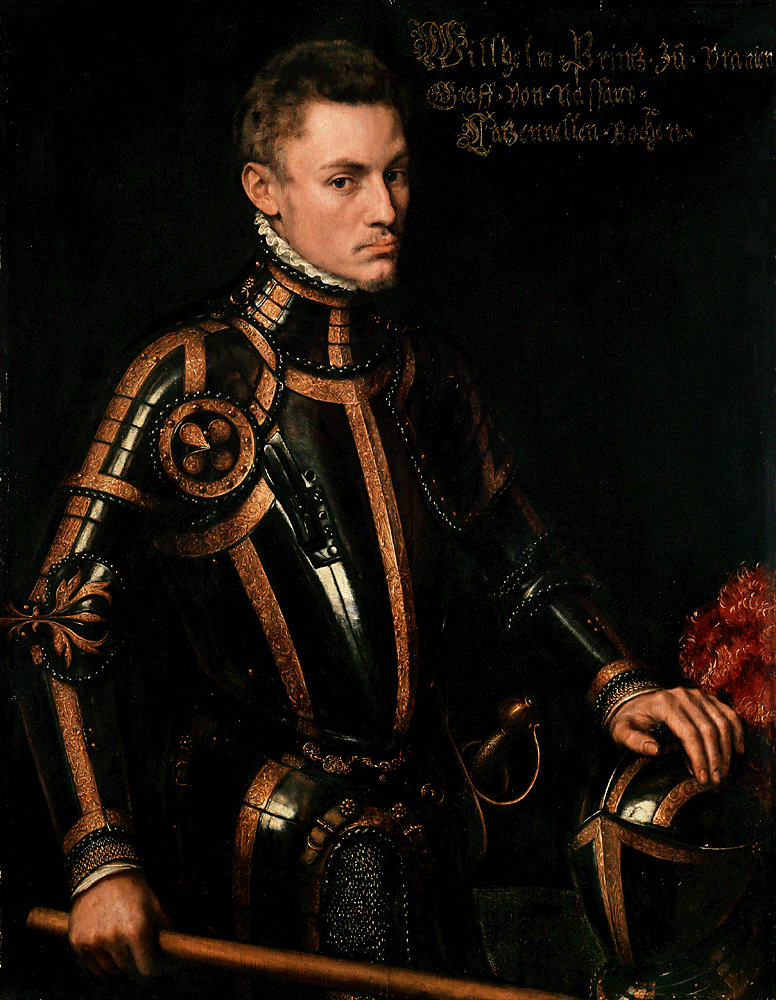
Anthonie Mor, Willem van Oranje (1555)

## Voor Christus
- Aetion (4e eeuw v.Chr.)

## 9e eeuw
- Candidus van Fulda  (770/780-842)

## 12e eeuw
- Alberto Sotio   (12e eeuw)

## 13e eeuw
- Villard de Honnecourt 	(13e eeuw)

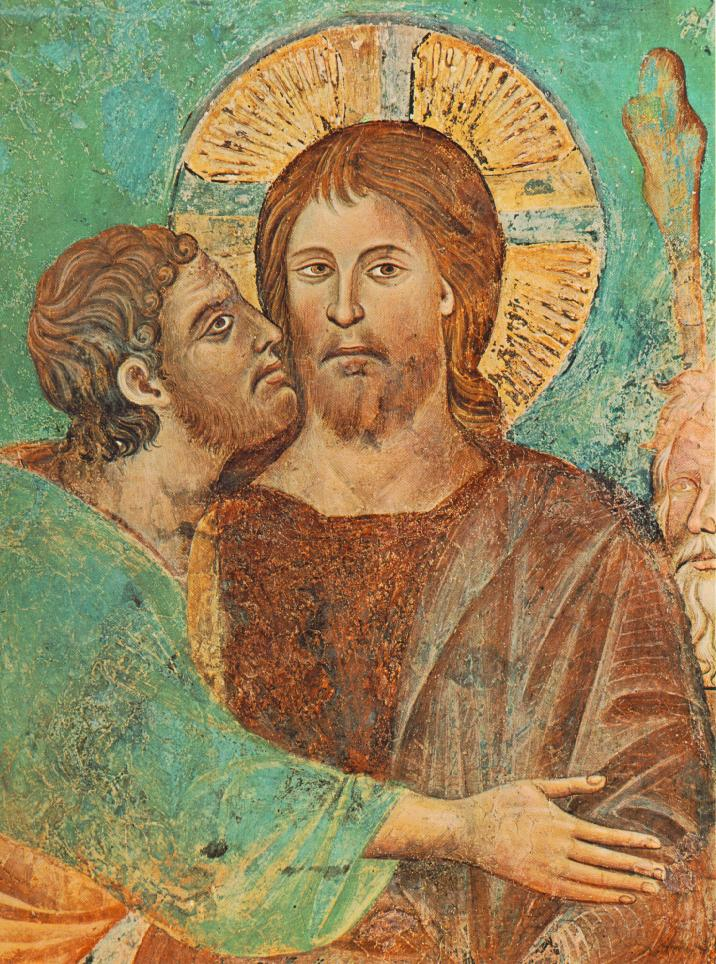
Cimabue

- Berlinghieri - Berlinghiero Berlinghieri  (1210-1242)
- Barone Berlinghieri     (1228 –ca. 1282)
- Bonaventura Berlinghieri   (1228-1274)
- Marco Berlinghieri   (1232-ca.1260)
- Cimabue 	(1240-1302)
- Duccio di Buoninsegna 	(1255-1319)
- Giotto 	(1267-1337)
- Guido di Graziano     (13e eeuw, act. 1278-1302))
- Vigoroso da Siena     (13e eeuw, act. 1276-1293))
- Ferrer Bassa     (1285/1290-1348)
- Segna di Bonaventura (13e eeuw, act. 1298-1327/1329)
- Taddeo Gaddi (1290/1300-1366)
- Bernardo Daddi (1290/1300-1348)

## 14e eeuw
- Meester van Baltimore (14e eeuw)

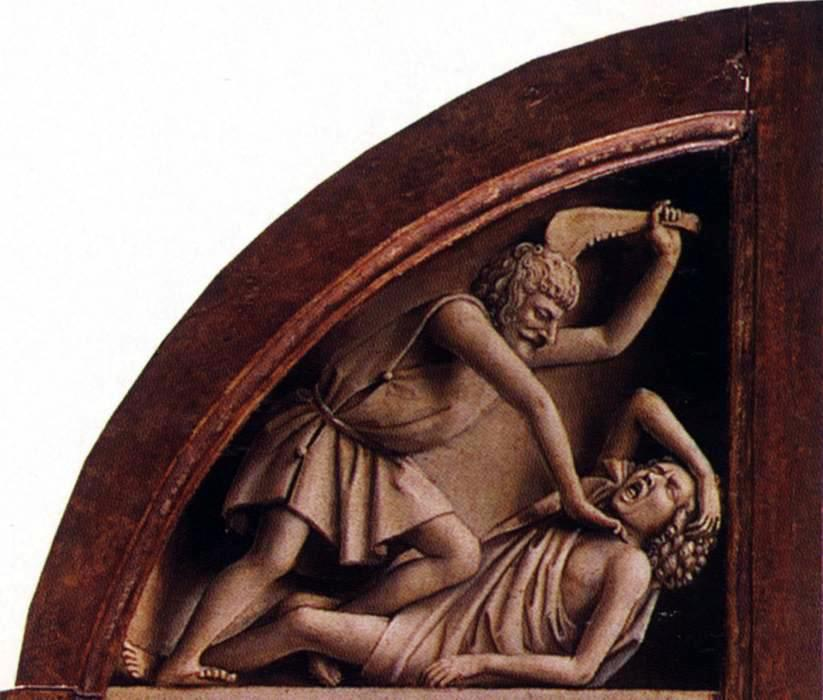
Jan van Eyck, De moord op Abel

- Meester van de Escrivà (act. begin 14e eeuw)
- Maso di Banco (begin 14e eeuw-1348)
- Francesco di Segna (act. 1e helft 14e eeuw)
- Niccolò di Segna (act. 1e helft 14e eeuw)
- Giovanni da Asciano (act. 2e helft 14e eeuw)
- Giovanni da Milano (act. 2e helft 14e eeuw)
- Jacopo del Casentino (ca. 1300, act. 1320-1347)
- Andrea Orcagna (1320-1368)
- Francesco Traini (act. 1321-1345)
- Matteo Giovannetti (1322-1368)
- Serafino de’ Serafini (1324-1393)
- Tommaso da Modena (1325/1326-1379)
- Barna da Siena (14e eeuw, act. 1330-1350)
- Meester van Offida (1330-1380)
- Giovanni Gaddi (ca. 1333-1385)
- Ramon Destorrents (14e eeuw, act. 1348-1362)
- Jaume Serra (14e eeuw, act.1357-1390)
- Pere Serra (14e eeuw, act. 1357-1406)
- Arnau Bassa (14e eeuw, act. 1345-1348)
- Grigor Tatevatsi (1346-1409/1410)
- Agnolo Gaddi (ca. 1350–1396)
- Andrea di Vanni (1351-1419)
- Francesco di Vannuccio (act. 1356-1389)
- Luca di Tommè (act. 1356-1389)
- Giovannino de' Grassi (1355 à 1360 -1398)
- Meester van het parament van Narbonne (act. 1356-1408)
- Andrej Roebljov (1360/1370-1430)
- Gherardo Starnina (1360-1413)
- Lluis Borrassá (1360-1426)
- Francesc Serra II (act. 1362-1396)
- Llorenç Saragossà (act. 1363-1406)
- Hubert van Eyck (1366-1426)
- Bartolomeo di Fruosino (1366/1369-1441)
- Guerau Gener (1370-1431)
- Antonio Veneziano (1369-1388)
- Jan Maelwael (1370-1415)
- Lorenzo Monaco (1370-1425)
- Joan Mates (1370-1431)
- Jacopo della Quercia (1374-1438)
- Pieter van Beervelde (act. 1377-1414)
- Francesc Comes (1380-1415)
- Gonçal Peris Sarrià (act. 1380-1451)
- Niccolò Gaddi (14e eeuw, act. ca. 1381)
- Jaume Mateu (1382-1452)
- Jan van Eyck (1390-1441)
- Pere Nicolau (act. 1390-1408)
- Andreu Marçal de Sas (1390-1410)
- Andrea del Castagno (1390-1457)
- Giovanni di Paolo (1393/1398-1482)
- Jaume Cabrera (1394-1432)
- Fra Angelico (ca. 1395-1445) (of Beato Angelico - Echte naam: Giovanni da Fiesole)
- Paolo Uccello (1397-1475)
- Saladin de Stoevere (1397-1474)
- Meester van de kroning van Maria (1399-1405)
- Rogier van der Weyden (1399-1464)

## 15e eeuw

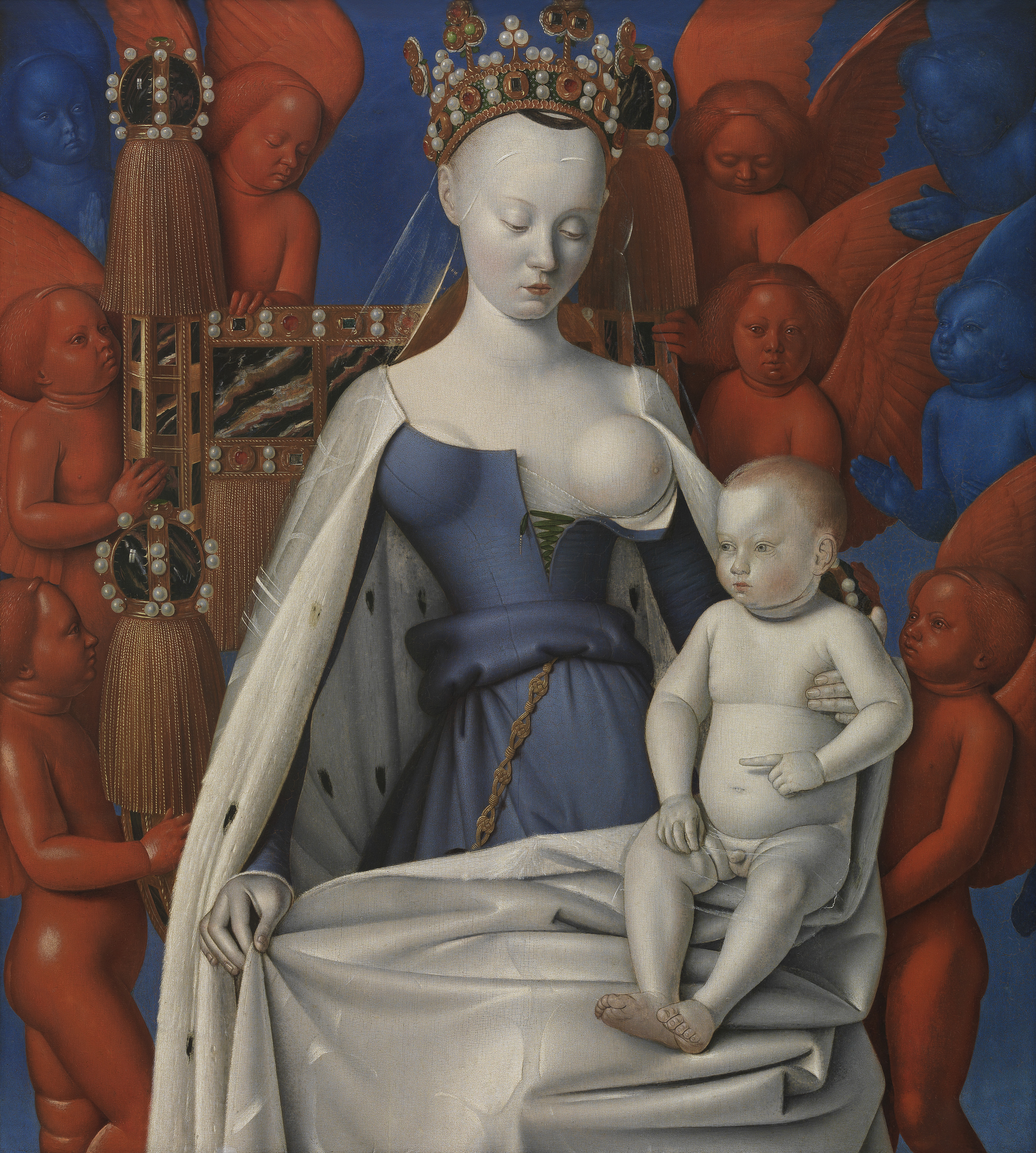
Jean Fouquet, Madonna met kind

- Meester van Dreux Budé (2e helft 15e eeuw)
- Meester van de André-Madonna (late 15e eeuw)
- Lodewijk Allyncbrood (1400-1463)
- Jacques Daret (ca. 1400/1405-ca. 1468)
- Tommaso Masaccio 	(1401-1428)
- Miguel Alcañiz (act. 1408-1447)
- Conrad Witz (1410-1446)
- Stefan Lochner (1410-1451)
- Jaume Baçó Escrivà (1411-1461)
- Barthélemy van Eyck (1410?-1475/1480, act. 1434-1472)
- Dirk Bouts (1415-1475)
- Jean Fouquet (1415/1420-1480)
- Jean Hennecart (15e eeuw-1479, act.1454-1475)
- Meester van de Vitae Imperatorum (2e kwart 15e eeuw)
- André van Ieper (act. 1425-1479)
- Simon Marmion (1425-1489)
- Jakob de Tavernier (1428-1454)
- Meester van de Collins getijden (1430-1450)
- Joos van Wassenhove 1430-na 1480)
- Cosimo Tura (1430-1495)
- Joan Reixac (1431-1482)
- Andrea Mantegna (1431-1506)
- Giovanni Bellini	(ca. 1431-1516)
- Fransoys vanden Pitte (1435-1508/1509)
- Pieter Casenbroot  (1436-1504)
- Meester van de Brugse Passietaferelen (1436-1504)
- Meester van de Ursulalegende (1436-1504)
- Meester van de Passie van Karlsruhe (act. ca. 1440)
- Meester van de Berlijnse kruisiging (act. 1440-1445)
- Andrea di Niccolò (1440-1514)
- Claeys vander Meersch (1442-1470)
- Nicolaas van Ieper (act. 1444-1479)
- Sandro Botticelli (1445-1510)
- Domenico Ghirlandaio 	(1449-1494)
- Jean Colombe circa (1450)
- Coëtivy-meester (act. 1450-1488)
- Nicolas Froment circa (1450-c.1490)
- Jheronimus Bosch (ca. 1450-1516)
- Guidoccio Cozzarelli (1450-1517)
- Leonardo da Vinci (1452-1519)
- Giacomo Cozzarelli (1453-1515)
- Francesco Raibolini 	(1453-1518)
- Giovanni Ambrogio de Predis (1455-1482)
- Gerard David  (1455-1523)
- Francesco Bonsignori 	(1460-1519)
- Matthias Grünewald 	(1460-1528)
- Piero di Cosimo 	(1462-1521)
- Joos van Cleve (1464-ca.1540)
- Hans Holbein de Oude circa 	(1465-1524)
- Jean Bourdichon  (1456/1457-1520/1521)
- Pietro di Francesco degli Orioli (1457-1496)
- Gerard Horenbout (1465-1540)
- Quentin Massys circa 	(1466-1530)
- Jacob van Lathem (1460/1480-na 1528)
- Aert van den Bossche (act. 1470-1500)
- Meester van Sint-Goedele (act. 1470-1500)
- Meester van het leven van Jozef (act. 1470-1500)
- Meester van de Barbaralegende (act. 1470-1510)
- Meester van de Catharinalegende (act. 1470-1510)
- Jan van Dornicke (1470-1527)
- Albrecht Dürer (1471-1528)
- Lucas Cranach de Oude (1472-1553)
- Mariotto Albertinelli (1474-1515)
- Fra Bartolommeo (1474-1517)
- Giacomo Pacchiarotti (1474-1539)
- Meester van de Legende van de heilige Lucia (act. ca. 1475-1505)
- Michelangelo (1475-1564)
- Jan de Beer (1475-1528)
- Meester van het Geborduurde Loofwerk (1476-1500)
- Giorgione (ca. 1477-1510)
- Cesare da Sesto (1477-1523)
- Francesco Iacopo della Robbia (1477-1527/1528)
- Girolamo del Pacchia (1477-1533)
- Jan van Battel de jongere (1477-1557)
- Jan Gossaert ook genaamd Mabuse (tussen 1478 en 1488-1532)
- Meester van de Baroncelliportretten (act. 1480-1490)
- Meester van de Vorstenportretten (act. 1480-1500)
- Meester van de Magdalenalegende (ca. 1480-ca. 1537)
- Albrecht Altdorfer (1480-1538)
- Pieter van Coninxloo (1480-1513)
- Raphael 	(1483-1520)
- Hans Baldung (1484-1545)
- Franciabigio (1484-1525)
- Jean d'Ypres (1485-1505)
- Andrea del Sarto (1487-1531)
- Fra Paolino da Pistoia (1488-1547)
- Titiaan (1488-1576)
- Meester van de Khanenko-aanbidding (act. ca. 1490)
- Jan van Coninxloo (1489-1561)
- Correggio (1489-1534)
- Meester van de heilige Augustinus (act. ca. 1490)
- Dosso Dossi (1490-1542)
- Lucas van Leyden (1494-1533)
- Jan van Scorel (1495-1562)
- Hans Holbein de Jongere circa (1497-1543)
- Pierin Vaga (1499-1547)
- Meester van 1499 (act. ca. 1499)

## 16e eeuw

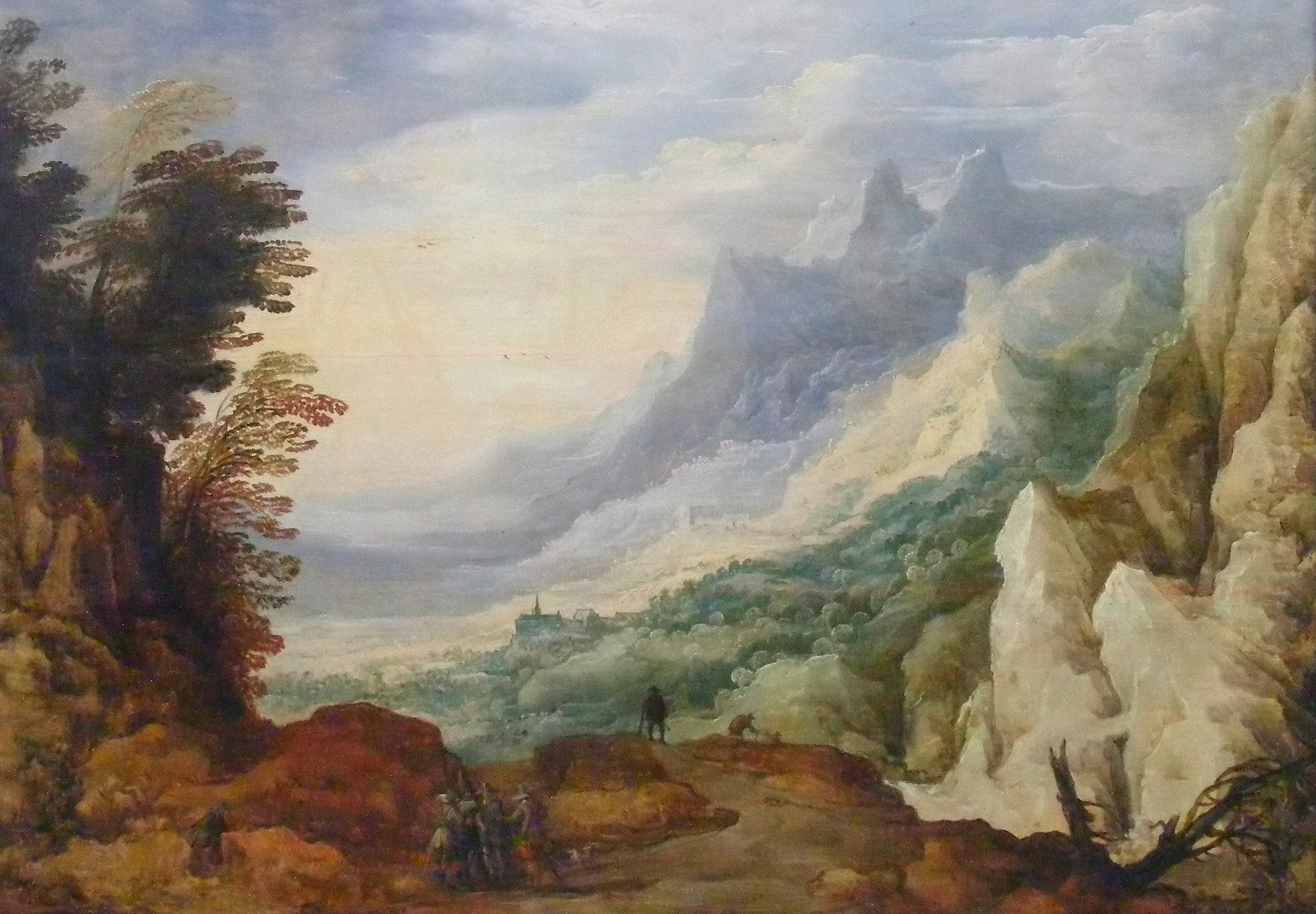
Joos de Momper, De hinderlaag

- Meester van de Antwerpse Kruisiging (act. vroege 16e eeuw)
- Meester van de Antwerpse Aanbidding (act. 1500-1520)
- Meester van de von Groote Aanbidding (act. 1500-1530)
- Meester van 1518 (act. 1500-1530)
- Jan Sanders van Hemessen (1500-1575/1579)
- Herri met de Bles (1500/1510-na 1555?)
- Agnolo Bronzino (1502-1572)
- Pieter Coecke van Aelst (1502-1556)
- Parmigianino (1504-1540)
- Lambert Lombard (1505/6-1566)
- Pieter Aertsen    (ca. 1508/1509-1575)
- Adriaen van Overbeke (act. 1508-1529)
- Niccolò dell'Abbate       (ca. 1509/1512-1571)
- Cornelis Massijs (1510-1556)
- François Clouet	(1510-1572)
- Meester van de Johannesmartelingen (act. 1515-1535)
- Lucas Cranach de Jongere 	(1515-1586)
- Anthonie Mor (1517/1520-1576/1577)
- António de Holanda (act. 1518-1557/1558)
- Tintoretto (1518-1594)
- Pieter Huys 	(ca. 1519-ca. 1584)
- Meester van het Heilig Bloed (act. ca. 1520-1525)
- Meester van Hoogstraten (act. 1520-1530)
- Frans Floris (1519/1520-1570)
- Anthony Mor (ca. 1520-ca. 1576/1578)
- Plautilla Nelli (1524–1588)
- Pieter Brueghel de Oude circa (1525-1569)
- Marten van Cleve de Oude (1527-1581)
- Giussepe Arcimboldo 	(1527-1593)
- Paolo Veronese (1528-1588)
- Maso da San Friano (1531-1571)
- Sofinisba Anguissola 	(1532-1625)
- Jacques de Gheyn I (ca. 1532-1582)
- Anthonie van Blocklandt (1533 of 1534-1583)
- Frans Mostaert (ca. 1534-ca. 1560)
- Joachim Beuckelaer (1534-1574)
- Alessandro Allori (1535-1607)
- Arcangelo Salimbeni (1536-1580)
- Jean Le Saive I (1540-1611)
- Hans Speckaert (1540-1577)
- Federigo Zuccaro (1543-1609)
- Taddeo Carlone (1543-1613)
- Giuseppe Carlone (1543-1622)
- Gillis van Coninxloo (1544-1606)
- Adriaen Thomasz Key (1544-1589)
- Bartholomeus Spranger (1546-1611)
- Jan Soens (1547/48-1611/14)
- El Greco 	(1548-1614)
- Palma il Giovane (1558/1560-1628)
- Jacopo Chimenti (1551-1640)
- Alessandro Casolani (1552-1606)
- Paul Bril (1553/1554-1626)
- Ludovico Carracci (1555-1619)
- Andrea Lilio (1555-1631)
- Bartolomeo Cesi (1556-1629)
- Annibale Carracci (1557-1602)
- Benedetto Bandieri (1557 of 1564-1634)
- Pietro Sorri (1558-1622)
- Domenico Cresti(1559-1638)
- Agostino Carracci (1560-1609)
- Pietro Faccini (1562-1602)
- Cornelis van Haarlem (1562-1638)
- Francesco Vanni (1563-1610)
- Orazio Gentileschi (1563-1639)
- Pieter Brueghel de Jonge 	(1564-1638)
- Abraham Bloemaert (1564-1651)
- Joos de Momper (1564-1635)
- Jacques de Gheyn II (1565-1629)
- Joachim Wtewael (1566-1638)
- Sebastiano Folli (1568-1621)
- Jan Brueghel de Oude (1568-1625)
- Pieter Schoubroeck (voor 1570-1607/1608)
- Adrien de Montigny (1570-1615)
- Rutilio Manetti (1570-1639)
- Paulus Moreelse (1571-1638)
- Jean Le Saive II (1571-1624)
- Caravaggio (1573-1610)
- Ambrosius Bosschaert de Oude (1573-1612)
- Sebastiaen Vrancx (1573-1647)
- Guido Reni (1575-1642)
- Gillis Claesz. de Hondecoeter (ca. 1575/1580-1638)
- Peter Paul Rubens (1577-1640)
- Adam Willaerts (1577-1664)
- Alessandro Tiarini (1577-1668)
- Adam Elsheimer (1578-1610)
- Roelant Savery (1578-1639)
- Frans Snyders	(1579-1657)
- Lucas I Horenbault (act. 1580-1626)
- Astolfo Petrazzi (1580-1663)
- Frans Hals (1580-1666)
- Clara Peeters (1580/1589-1657)
- Flaminio del Turco (act. vanaf 1581)
- Giovanni Lanfranco (1582-1647)
- Giovanni Carlone (1584-1630)
- Hendrick Avercamp (1585-1634)
- Stefano Volpi(1585-1642)
- Joost Cornelisz. Droochsloot (na 1585-1666)
- Bartolomeo Manfredi (ca. 1587-ca. 1620/1621)
- Raffaello Vanni (1587-1673)
- Hendrick Goltzius (1588-1617)
- Hendrick Terbrugghen 	(1588-1629)
- Simon Vouet (1590-1649)
- Willem Buytewech (1591/ 1592-23 september 1624)
- Dirck Hals (19 maart 1591-17 mei 1656)
- Jacques Callot (1592-1635)
- Wybrand de Geest (1592-ca. 1661)
- Gerard van Honthorst (1592-1656)
- Georges de La Tour (1593-1652)
- Artemesia Gentileschi (1593-ca. 1653)
- Jacob Jordaens (1593-1678)
- Balthasar van der Ast (1593 of 1594-1657)
- Nicolas Poussin (1594-1665)
- Willem Claeszoon Heda (1594-c.1680)
- Cornelis van Poelenburch (1594/1595-1667)
- Alessandro Algardi (1595-1654)
- Jan van Goyen (1596-1656)
- Pietro da Cortona (1596-1669)
- Salomon de Bray (1597-1664)
- Pieter Jansz. Saenredam (1597-1665)
- Pieter Claesz (1597-1661))
- Cornelis Schut (1597-1655)
- Bartholomeus Breenbergh (1598-1657)
- Francisco de Zurbarán (1598-1644)
- Gianlorenzo Bernini (1598-1680)
- Jacob Duck (ca. 1598-1667)
- Antoon van Dyck (1599-1641)
- Diego Velázquez (1599-1660)
- Jan Baptist Le Saive II (1597/1604-1641)

## 17e eeuw

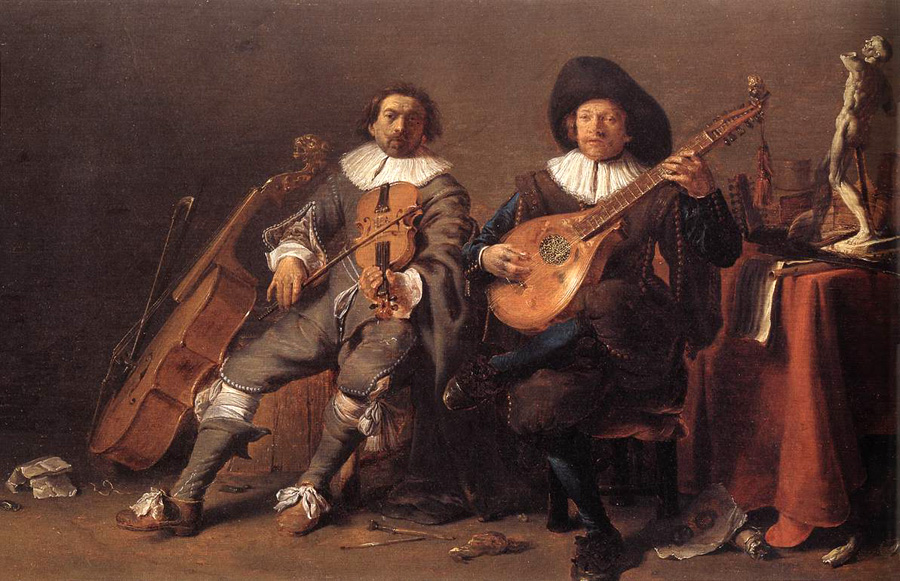
Cornelis Saftleven, Het duet

- Pieter de Grebber (ca. 1600-1652/1653)
- Margareta de Heer (circa 1600-circa 1658)
- Claude Lorrain (nb. Gellee) (1600-1682)
- Simon de Vlieger (1601-1653)
- Paulus Bor (ca. 1601-1669)
- Jan Brueghel de Jonge (1601-1678)
- Hendrick Bloemaert (1601/1602-1672)
- Maria de Grebber (1602-1680)
- Jan Gerritsz. van Bronchorst (1603-1661)
- Giovanni Battista Carlone (1603-na 1676)
- Gijsbert de Hondecoeter (1604-1653)
- Adriaen Brouwer (1605-1638)
- Rembrandt Harmenszoon van Rijn (1606-1669)
- Jan Davidsz. de Heem (1606-1683)
- Erasmus Quellinus de Oude (1607-1678)
- Bartram de Fouchier (1609-1673)
- Nicolaus Knüpfer (ca. 1609-1655)
- Judith Leyster (1609-1660)
- Domenico Manetti (1609-1663)
- Giovan Battista Giustammiani (1609-1663)
- Herman Saftleven (1609-1685)
- Adriaen van Ostade (1610-1685)
- Albert Eckhout (1610-1666)
- Willem van de Velde de Oude (1611-1693)
- William Dobson (1611-1646)
- Bernardino Mei (1612-1676)
- Frans Post (1612-1680)
- Andries Both (1612/13-1641)
- Gerrit Dou (1613-1675)
- Nicolaes de Helt Stockade (1614-1669)
- Jacob Marrell (1614-1681)
- Jan Both (ca. 1615-1652)
- Govert Flinck (1615-1660)
- Emanuel de Witte (1616-1692)
- Ferdinand Bol (1616-1680)
- Caesar van Everdingen (ca. 1617-1678)
- Allaert van Everdingen (1617-1675)
- Gerard Terborch (1617-1681)
- Pietro Testa (1617-1650)
- Peter Lely (1618-1680)
- Deifebo Burbarini (1619-1680)
- Charles Le Brun (1619-1690)
- Willem Kalf (1619-1693)
- Philippe Vleughels (1619-1694)
- Albert Cuyp (1620-1691)
- Gerbrand van den Eeckhout (1621-1674)
- Anthonie Claesz. de Grebber (1621/1622-1683/1691)
- Jan Baptist Weenix (1621-1663)
- Nicolaes Berchem (1621/22-1683)
- Quiringh van Brekelenkam (ca. 1622-ca. 1669)
- Carel Fabritius (1622-1654)
- Reinier Nooms (ca. 1623-ca. 1667)
- Paulus Potter	(1625-1654)
- Willem van Aelst (1625/1626-ca. 1683)
- Jan Steen (1626-1679)
- Samuel van Hoogstraten (schilder) (1627-1678)
- Jan Theunisz. Blanckerhoff (1628-1669)
- Jacob van Ruisdael (1628-1682)
- Pieter de Hooch (1629-1684)
- Willem Drost circa (1630-c.1680)
- Rochus van Veen (1630-1693)
- Ludolf Bakhuysen (1631-1708)
- Christoffel Pierson (1631-1714)
- Johannes Vermeer (1632-1675)
- Jan Jansz. Wijnants (1632-1684)
- Willem van de Velde de Jongere (1633-1707)
- Christiaen Striep (1633/34-1693)
- Nicolaes Maes (1634-1693)
- Melchior de Hondecoeter (1636-1695)
- Geertgen Wyntges (1636-1712)
- Meindert Hobbema (1638-1709)
- Giovanni Andrea Carlone (1639-1697)
- Abraham Mignon (1640-1679)
- Pieter Cornelisz. van Slingelandt (1640-1691)
- Edwaert Collier (ca. 1640-1708)
- Andrea Pozzo (1642-1709)
- Godfried Schalcken (1643-1706)
- Niccolò Carlone (1644-1714)
- Arent de Gelder (1645-1727)
- Diana Glauber (1650-na 1721)
- Dionisio Montorselli (1653-1710)
- Casper van Wittel (1653-1736)
- Antoon Schoonjans (1655-1726)
- Giuseppe Nicola Nasini (1657-1736)
- Hyacinthe Rigaud (1659-1743)
- Rachel Ruysch (1664-1750)
- Jan Kupecký (1667-1740)
- Nicolas Vleughels (1668-1737)
- Arnold Boonen (1669-1729)
- Aleida Greve (1670-1742)
- Anna Cornelia Holt (1671-voor 1706)
- Nicolaas Verkolje (1673-1746)
- Rosalba Carriera (1675-1757)
- Margaretha Wulfraet (1678-1760)
- Jan van Huysum (1682-1749)
- Antoine Pesne (1683-1757)
- Jean-Baptiste van Loo (1684-1745)
- Renier Roidkin (1684-1741)
- Jean Antoine Watteau 	(1684-1721)
- Jacopo Amigoni (1685-1752)
- Jean-Marc Nattier (1685-1766)
- Jan Maurits Quinckhardt (1688-1772)
- Nicolas Lancret (1690-1743)
- Jan Wandelaar (1690-1759)
- Jacob de Wit (1691-1756)
- Giovanni Pannini (1692-1765)
- Margaretha Haverman (1693-?)
- Giambattista Tiepolo (1695-1770)
- Michelangelo Unterberger (1695-1758)
- Jean-Baptiste Coclers (1696-1772)
- August Querfurt (1696-1761)
- William Hogarth (1697-1764)
- Cornelis Troost (1697-1750)
- Jean-Baptiste Siméon Chardin (1699-1779)

## 18e eeuw
- Jean-Étienne Liotard (1702-1789)
- Francesco Zuccarelli (1702-1788)
- François Boucher (1703-1770)
- Charles André van Loo (1705-1765)
- Anna Rosina de Gasc (1713-1783)
- Richard Wilson (1713-1782)

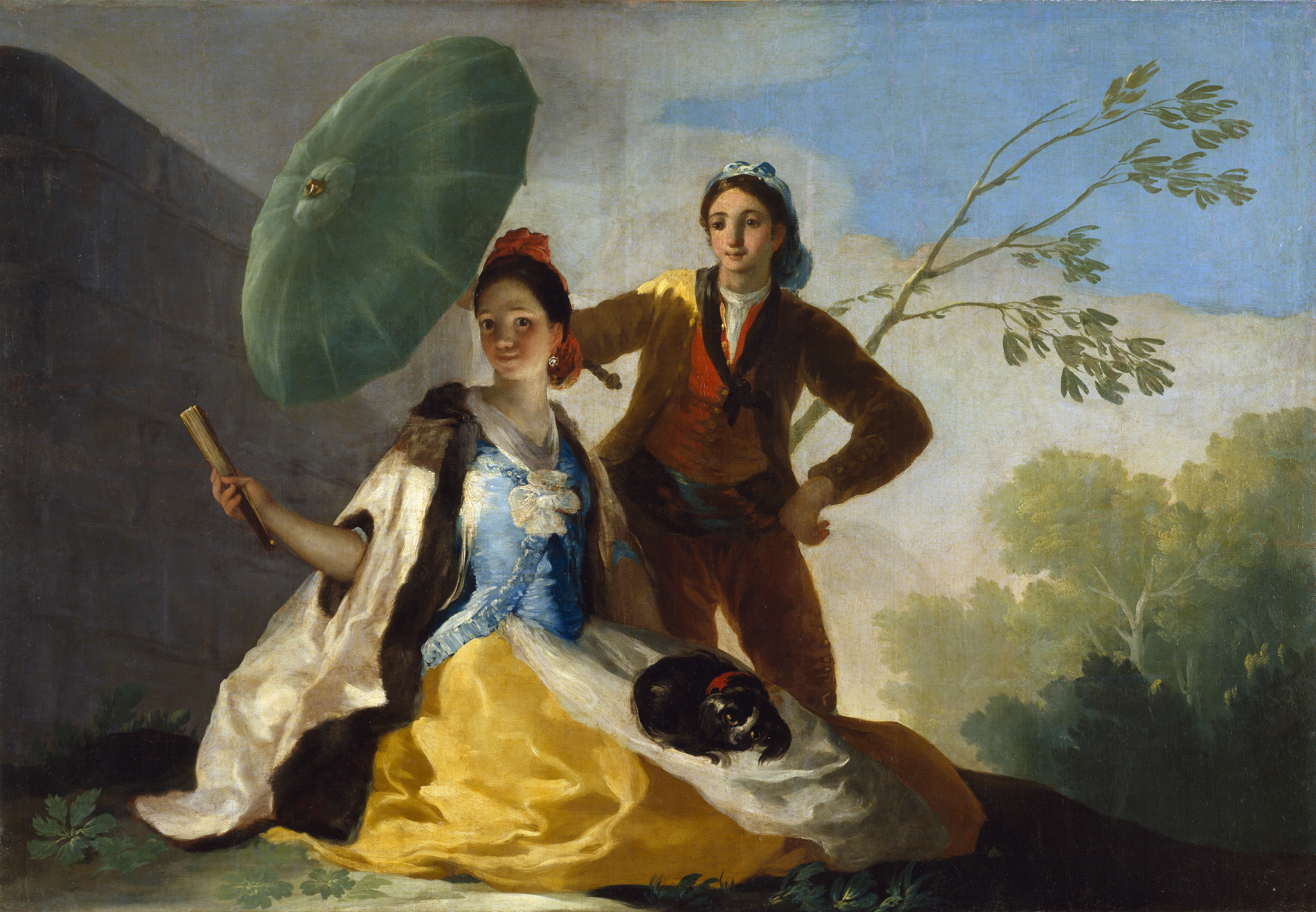
Goya, De parasol

- Johann Georg Ziesenis (de jongere) (1716-1776)
- Guillaume de Spinny (1721-1785)
- Robert Strange (1721-1792)
- Joshua Reynolds (1723-1792)
- Jean-Baptiste Greuze (1725-1805)
- François-Hubert Drouais (1727-1775)
- Thomas Gainsborough (1727-1788)
- Francesco Bartolozzi (1728-1815)
- Jean-Honore Fragonard (1732-1806)
- Johann Zoffany (1733-1810)
- Joseph Wright (of Derby) (1734-1797)
- George Romney (1734-1802)
- Tethart Haag (1737-1812)
- John Singleton Copley (1738-1815)
- Benjamin West (1738-1820)
- Engel Hoogerheyden (1740-1807)
- John Henry Fuseli	(1741-1825)
- Angelica Kauffmann (1741-1807)
- Nicolai Abraham Abilgaard (1743-1809)
- David Allan (1744-1796)
- Gerard van Dinter (1746-1820)
- Francisco Goya (1746-1828)
- Gerard van Spaendonck (1746-1822)
- Jacques Louis David (1748-1825)
- Kitagawa Utamaro (ca. 1750-1806)
- Johann Heinrich Wilhelm Tischbein (1751-1829)
- Marie-Victoire Lemoine (1754-1820)
- Marie-Louise-Elisabeth Vigee-Lebrun (1755-1842)
- Henry Raeburn (1756-1823)
- Cornelis van Spaendonck (1756-1839)
- William Blake (1757-1827)
- John Hoppner (1758-1810)
- Pierre-Joseph Redoute (1759-1840)
- Ludovike Simanowiz (1759-1827)
- Louis Léopold Boilly (1761-1845)
- Maria Lambertine Coclers (1761-1820)
- Luigi Ademollo(1764-1841)
- Marianne Kraus (1765-1838)
- Constance Marie Charpentier (1767-1849)
- Anne-Louis Girodet-Trioson (1767-1823)
- Jacques-Laurent Agasse (1767-1848)
- Thomas Lawrence (1769-1830)
- Caspar David Friedrich (1774-1840)
- J.M.W. Turner (1775-1850)
- John Constable (1776-1837)
- Phillip Otto Runge (1777-1810)
- John Varley (1778-1842)
- Washington Allston (1779-1843)
- Matilde Malenchini (1779-1858)
- Jean Auguste Dominique Ingres (1780-1867)
- Joseph Karl Stieler (1781-1858)
- Raffaello Politi (1783-1870)
- David Wilkie (1785-1841)
- John James Audubon (1785-1851)
- Ferdinand Olivier (1875-1841)
- Peter von Cornelius (1783-1867)
- Albrecht Adam (1786-1862)
- William Mulready (1786-1863)
- Antoon van Bedaff (1787-1829)
- Domenico Quaglio de Jongere (1787-1837)
- William Etty (1787-1849)
- Franz Pforr (1788-1812)
- William Collins (1788-1847)
- Friedrich Wilhelm Schadow (1788-1862)
- Johann Friedrich Overbeck (1789-1869)
- Théodore Géricault (1791-1824)
- Samuel Morse (1791-1872)
- Marie Ellenrieder (1791-1863)
- Francesco Hayez (1791-1882)
- Henricus Turken (1791-1856)
- Philipp Veit (1793-1877)
- Joseph Severn (1793-1879)
- Francesco Zerilli (1793–1837)
- Julius Schnorr von Carolsfeld (1794-1872)
- Ary Scheffer (1795-1858)
- Jean-Baptiste Camille Corot 	(1796-1875)
- Eugène Delacroix (1798-1863)

## 19e eeuw

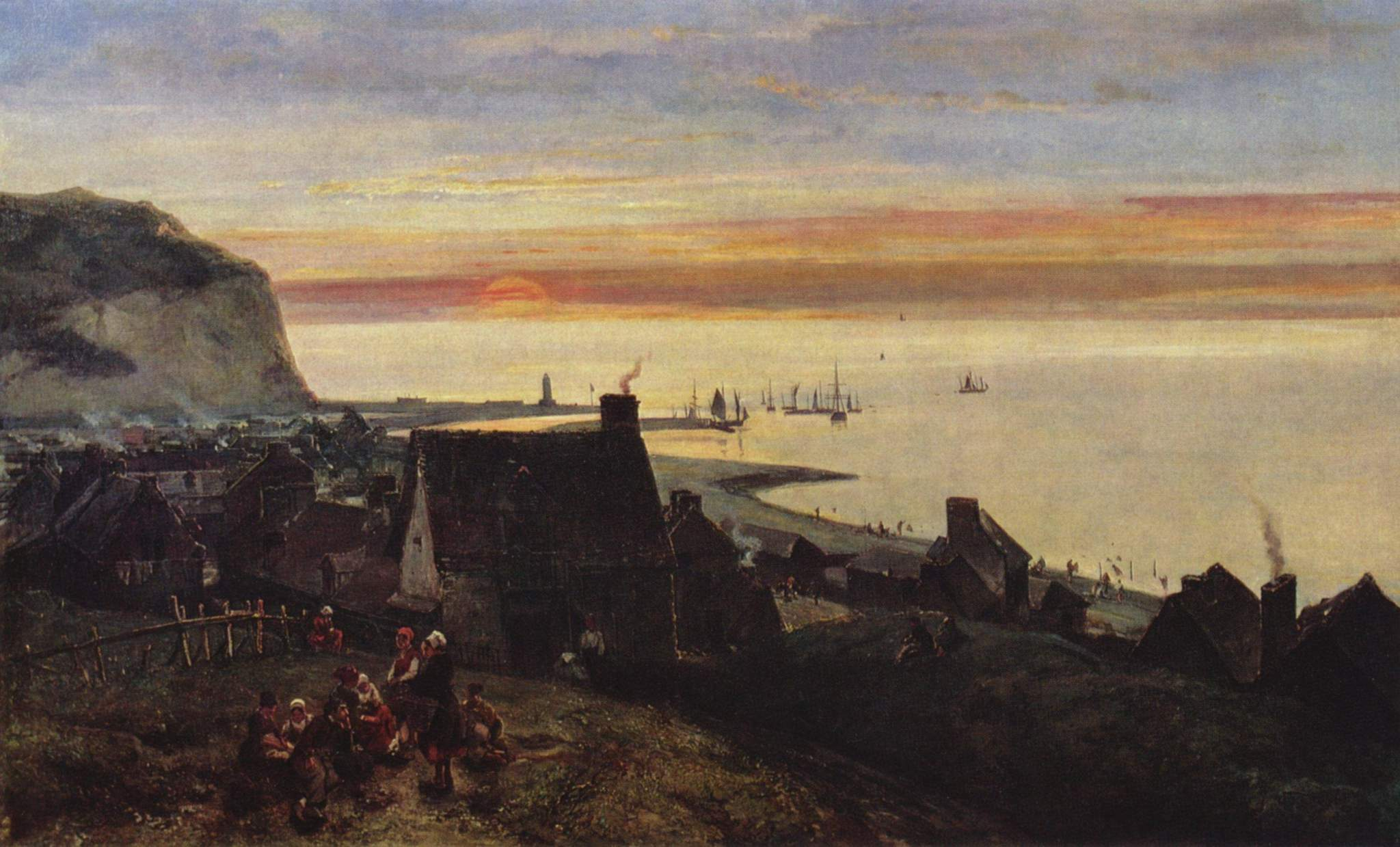
Jongkind, Haven van Étretat

- Dominicus Franciscus du Bois (1800-1840)
- Joseph von Führich (1800-1877)
- Thomas Webster (1800-1886)
- Thomas Cole (1801-1848)
- Willem Verbeet (1801-1887)
- Edwin Landseer (1802-1873)
- Constantin Guys (1802-1892)
- Barend Cornelis Koekkoek (1803-1862)
- Gustaaf Wappers (1803-1874)
- Lambertus van den Wildenbergh (1803-?)
- Carl Timoleon von Neff (1804-1877)
- Alexander Ivanov (1806-1858)
- Charles Gleyre (1806-1874)
- Thomas van Leent (1807-1882)
- Honoré Daumier (1808-1879)
- Jan Hendrik van Grootvelt (1808-1855)
- Elisabeth Haanen (1809-1845)
- Jozef Jan Tuerlinckx (1809-1873)
- Paul Kane (1810-1871)
- Eduard von Steinle (1810-1886)
- William Bell Scott (1811-1890)
- Théodore Rousseau (1812-1867)
- Karl Rahl (1812-1865)
- Hendrick Joseph Dillens (1812-1872)
- Louis Buvelot (1814-1888)
- Adriana Haanen (1814-1895)
- Jean François Millet (1814-1875)
- Albert Steenbergen (1814-1900)
- Richard Burchett (1815-1875)
- Adriana van Ravenswaay (1816-1872)
- Frederick William Burton (1816-1900)
- Richard Dadd (1817-1866)
- Charles-François Daubigny (1817-1878)
- Johannes Bosboom (1817-1891)
- Cornelis Springer (1817-1891)
- Lodewijk Johannes Kleijn (1817-1897)
- Ivan Aivazovski (1817-1900)
- John Callcott Horsley (1817-1903)
- George Frederic Watts (1817-1904
- Adrianus Eversen (1818-1897)
- Petrus Marius Molijn, ook Pieter (1819-1849)
- Johannes Franciscus Hoppenbrouwers (1819-1866)
- Gustave Courbet (1819-1877)
- Johan Barthold Jongkind (1819-1891)
- Ernest Slingeneyer (1820-1894)
- Eugène Fromentin (1820-1876)
- Louis Debras (1820-1899)
- Thomas Seddon (1821-1856)
- Adolphe-Alexandre Dillens (1821-1877)
- Ford Madox Brown (1821-1893)
- Willem Roelofs (1822-1897)
- Rosa Bonheur (1822-1899)
- William Lindsay Windus (1822-1907)
- George Hardy (1822-1909)
- Marcellin Desboutin (1823-1902)
- Louis Eugene Boudin (1824-1898)
- Jozef Israëls (1824-1911)
- Pierre Puvis de Chavannes (1824-1898)
- J.H. Weissenbruch (1824-1903)
- William Shakespeare Burton (1824-1916)
- William-Adolphe Bouguereau (1825-1905)
- James Collinson (1825-1881)
- Gustave Moreau (1826-1898)
- Frederic Edwin Church (1826-1900)
- Joseph van Lil (1826-1906)
- Walter Deverell (1827-1854)
- Pierre-Isidore Bureau (1827-1876)
- Frederick Daniel Hardy (1827-1911)
- Léopold Levert (1828-1870)
- Charles Allston Collins (1828-1873)
- Edward Mitchell Bannister (1828-1901)
- Dante Gabriel Rossetti (1828-1882)
- Paul Gachet (1828-1909)
- Gustave-Henri Colin (1828-1910)
- Jacques Rosseels (1828-1912)
- George Bernard O'Neill (1828-1917)
- Louis Latouche (1829-1883)
- George Inness (1829-1894)
- Frederick Sandys (1829-1904)
- John Roddam Spencer Stanhope (1829-1908)
- Lord Frederic Layton (1830-1896)
- Aleksej Savrasov (1830-1897)
- Albert Bierstadt (1830-1902)
- Camille Pissarro (1830-1903)
- Jean Baptiste Millet (1830-1906)
- Henry Wallis (1830-1916)
- Édouard Brandon (1831-1897)
- John Brett (1831-1902)
- Hendrik Willem Mesdag (1831-1915)
- Édouard Manet (1832-1883)
- Ivan Sjisjkin (1832-1898)
- Michail Klodt (1832-1902)
- Alfred Meyer (schilder) (1832-1904)
- Christian Jank (1833-1888)
- Eugène Manet (1833-1892)
- John Mulcaster Carrick (1833-1896)
- Philip Hermogenes Calderon (1833-1898)
- Zacharie Astruc (1833-1907)
- Frederic Shields (1833-1911)
- Vasili Perov (1834-1882)
- James Abbott McNeill Whistler (1834-1903)
- Edgar Degas (1834-1917)
- Pieter Cornelis Dommersen (1834-1918)
- William McTaggart (1835-1910)
- Giuseppe Abbati (1836-1868)
- James Tissot (1836-1902)
- Henri Fantin-Latour (1836-1904)
- Franz von Lenbach (1836-1904)
- Winslow Homer (1836-1910)
- Jules Joseph Lefebvre (1836-1911)
- Edward Poynter (1836-1919)
- Alexander Mollinger (1836-1867)
- John Atkinson Grimshaw (1836-1893)
- Lourens Alma Tadema (1836-1912)

- Guillaume Vogels (1836-1896)
- Hippolyte Boulenger(1837-1874)
- Pierre Auguste Cot (1837-1883)

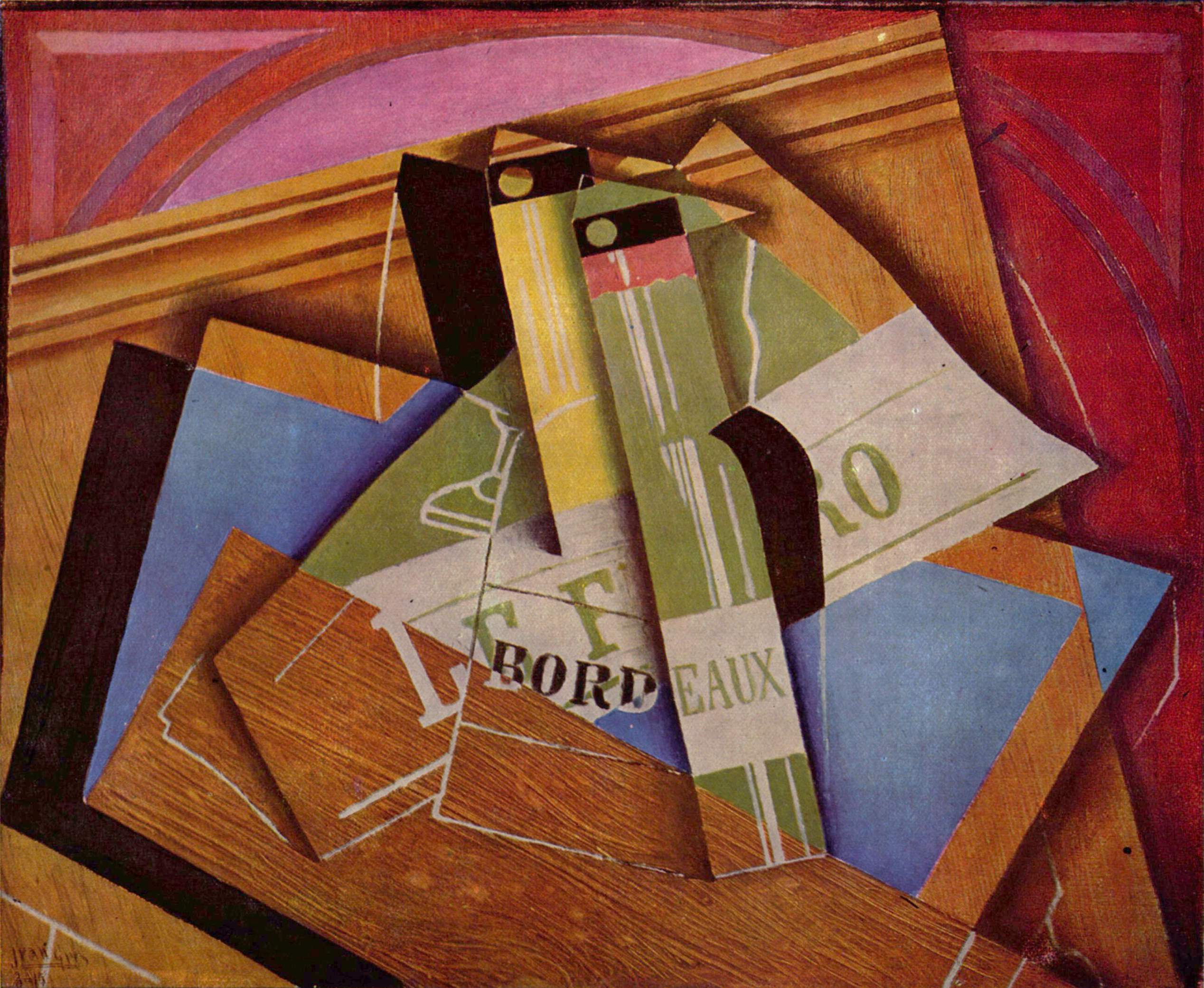
Juan Gris, Stilleven met Bordeauxfles

- Charles-Émile Auguste Durand(1837-1917)
- Elizabeth Jane Gardner (1837-1922)
- Ivan Kramskoj (1837-1887)
- Louis Artan (1837-1890)
- Jacob Jan Coenraad Spöhler (1837–1894)
- Jacob Maris (1837-1899)
- William Unger (1837-1932)
- Marià Fortuny (1838-1874)
- Anton Mauve (1838-1888)
- Valentine Cameron Prinsep (1838-1904)
- Antoni Caba (1838–1907)
- Carolus Duran (Charles-Auguste-Emile Durand) (1838-1917)
- Gijsberta Verbeet (1838-1916)
- Émilien Mulot Durivage (1838-1920)
- Ludovic-Napoléon Lepic (1839-1889)
- Paul Cezanne (1839-1906)
- Matthijs Maris (1839-1917)
- Alfred Sisley (1839-1899)
- Henry Holiday (1839-1927)
- Daniel Ridgway Knight ((1839-1924)
- Claude Monet (1840-1926)
- Odilon Redon (1840-1916)
- Frederic Bazille (1841-1870)
- Albert Moore (1841-1893)
- Berthe Morisot (1841-1895)
- Archip Koeindzji (1841-1910)
- Pierre-Auguste Renoir (1841-1919)
- Guglielmo Ciardi (1842-1917)
- Cornelis Christiaan Dommersen (1842-1928)
- Vasili Veresjtsjagin (1842-1904)
- Kitty Kielland (1843-1914)
- Anton von Werner (1843-1915)
- Nelson Primus (1843-c.1916)
- Albert Dillens (1844-1892)
- Augustus Edwin Mulready, (1844-1904)
- Willem Maris (1844-1910)
- Henri Rousseau (1844-1910)
- Albert Neuhuys (1844-1914)
- Thomas Eakins (1844-1916)
- Mary Cassatt (1844-1926)
- Marie Spartali Stillman (1844-1927)
- Ilja Repin (1844-1930)
- Fanny Churberg (1845-1892)
- Antoine-Ferdinand Attendu (1845-1908)
- Aureliano de Beruete y Moret (1845-1912)
- Bernard Blommers (1845-1914)
- Luis Jiménez y Aranda (1845-1928)
- Anton Kerssemakers (1846-1924)
- Francis David Millet (1846-1912)
- Severin Nilsson (1846-1918)
- James Campbell Noble (1846-1913)
- Elizabeth Thompson (1846-1933)
- Isidore Verheyden (1846-1905)
- Ralph Albert Blakelock(1847-1919)
- Gustave Jeanneret (1847-1927)
- Robert Russ (1847-1922)
- Rafail Levitski (1847-1940)

- Anna Boch (1848-1936)

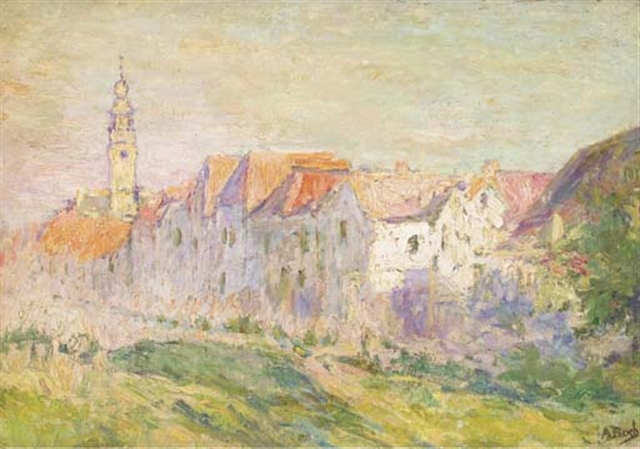
Anna Boch, Zicht op Veere

- Johan Hendrik Doeleman (1848-1913)
- Paul Gauguin (1848-1903)
- Fritz von Uhde (1848-1911)
- Vasili Soerikov (1848-1916)
- William Merritt Chase (1849-1916)
- Abbott Handerson Thayer (1849-1921)
- Viktor Vasnetsov (1848-1926)
- Periclès Pantazis	(1849-1884)
- Louis Welden Hawkins (1849-1910)
- John William Waterhouse (1849-1917)
- John Melhuish Strudwick (1849-1937)
- John Collier (1850-1934)
- Theodoor Verstraete (1850-1907)
- Adolfo Feragutti Visconti (1850-1924)
- James Charles (1851-1906)
- Mikolas Ales (1852-1913)
- Christian Krohg (1852-1925)
- Charles Mengin (1853-1933)
- Vincent van Gogh (1853-1890)
- John F. Peto    (1854-?)
- Hugo Birger (1854-1887)
- Willy Finch (1854-1930)
- Thomas Cooper Gotch (1854-1931)
- Bill Traylor (1854-1947)
- Auguste Viollier (1854-1908)
- Eugène Boch (1855-1941)
- Ellen Day Hale (1855-1940)
- Franc Lamy (1855-1919)
- Ettore Ximenes (1855-1919)
- Erik Werenskiold (1855-1938)
- Alfred Wallis (1855-1942)
- Cecilia Beaux (1855-1942)
- Michail Vroebel (1856-1910)
- John Singer Sargent (1856-1925)
- August De Bats (1856-1937)
- Hendrik Haverman (1857-1928)
- Moritz Stifter (1857-1905)
- Adolphe Willette (1857-1926)
- George Hendrik Breitner (1857-1923)
- Eliseo Meifrén y Roig (1857-1940)
- Fernand Khnopff (1858-1921)
- Jan Toorop (1858-1928)
- Georges Seurat (1859-1891)
- William Blair Bruce (1859-1906)
- Henri Van Melle (1859-1930)
- James Guthrie (1859-1930)
- Childe Hassam (1859-1935)
- Henry O. Tanner (1859-1937)
- Isaak Levitan (1860-1900)
- Anders Zorn (1860-1920)
- Ludwig Willem Reymert Wenckebach (1860-1937)
- Alphonse Mucha (1860-1939)
- Léo Gausson (1860-1944)
- James Ensor (1860-1949)
- Dennis Miller Bunker (1861-1890)
- Maurice Prendergast (1861-1924)
- Floris Verster (1861-1927)
- Ivana Kobilca (1861-1926)
- Ferdinand Willaert (1861–1938)
- Emile Mahieu (1861-1955)
- Barbara Elisabeth van Houten (1862-1950)
- Gustav Klimt (1862-1918)
- Niko Pirosmani (1862-1918)
- Gigo Gabasjvili (1862-1936)
- Theo Van Rysselberghe (1862-1926)
- Henri Delavallée (1862-1943)
- Leonid Pasternak (1862-1945)
- Frank Weston Benson (1862-1951)
- Paul Fordyce Maitland (1863-1909)
- Henri Beau (1863-1949)
- Henry Van de Velde (1863-1957)
- Edvard Munch (1863-1944)
- Agnes Goodsir (1864-1939)
- Adrianus Johannes Grootens (1864-1957)
- Wynford Dewhurst (1864-1941)
- Dirk Schäfer (1864-1941)
- Willy Schlobach (1864-1951)
- Camille Amand (1864-1926)
- Henri de Toulouse-Lautrec (1864-1901)
- Wilhelm Hammershoi (1864-1916)
- Louis Hayet (1864-1940)
- Alexej von Jawlensky (1864-1941)
- Valentin Serov (1865-1911)
- Walter Leistikow (1865-1908)
- Félix Vallotton (1865-1925)
- Robert Henri (1865-1929)
- Akseli Gallen-Kallela (1865-1931)
- Isaac Israëls (1865-1934)
- Bernardus Arps (1865-1938)
- Franz Cizek (1865-1946)
- Léon Bakst  (1866-1924)
- Carlos Schwabe (1866-1926)
- Maurice Galbraith Cullen (1866-1934)
- Wassily Kandinsky (1866-1944)
- Adolf Willems (1866-1953)
- Antoon van Welie (1866-1956)
- Ivan Grohar (1867-1911)
- Igor Grabar (1867-1911)
- Pierre Bonnard (1867-1947)
- André Devambez (1867-1944)
- Käthe Kollwitz (1867-1945)
- Bessie MacNicol (1867-1904)
- Emil Nolde (1867-1956)
- Aleksandre Sjarvasjidze (1867-1968)
- Édouard Vuillard (1868-1940)
- Jo Koster (1868-1944)
- Antoinette de Weck-de Boccard (1868-1956)
- Marie-Anne Tibbaut (1869-1935)
- William McGregor Paxton (1869-1941)
- Rihard Jakopič (1869-1943)
- Dinah Kohnstamm (1869-1942)
- S J "Lamorna" Birch (1869-1955)
- Ellen Thesleff (1869-1954)
- Henri Matisse (1869-1954)
- Artur Nikodem (1870-1940)
- Maurice Denis (1870-1943)
- John Marin (1870-1953)
- Antoon Markus (1870-1955)
- Martha Stettler (1870-1945)
- Pierre Abattucci (1871-1942)
- Eleanor Fortescue-Brickdale (1871-1945)
- Lyonel Feininger (1871-1956)
- František Kupka (1871-1957)
- Jack Butler Yeats (1871-1957)
- Pieter Franciscus Dierckx (1871-1950)
- Aubrey Beardsley (1872-1898)
- Antonín Hudeček (1872-1941)
- Adrià Gual i Queralt (1872–1943)
- Pieter Cornelis Mondriaan (1872-1944)
- Domenico Quattrociocchi (1872-1941)
- Jef Van der Veken (1872-1964)
- Joaquím Mir i Trinxet (1873-1940)
- Hendrik Jan Wolter (1873-1952)
- Frank Salisbury (1874-1962)
- Eugeen Van Mieghem (1875-1930)
- Dr. Atl (1875-1964)
- Antoinette van Hoytema (1875-1967)
- Paula Modersohn-Becker (1876-1907)
- Gwen John (1876-1939)
- Konstantin Gorbatov (1876-1945)
- Milan Milovanović (1876-1946)
- Coba Ritsema (1876-1961)
- Maurice Vlaminck (1876-1958)
- Marsden Hartley (1877-1943)
- Raoul Dufy (1877-1953)
- Jacques Barcat (1877-1955)
- Frank Cadogan Cowper (1877-1958)
- Otakar Lebeda (1877-1901)
- Kosta Miličević (1877-1920)
- Kees van Dongen (1877-1968)
- Gustaaf De Smet (1877-1943)
- William Orpen (1878-1931)
- Kasimir Malevich (1878-1935)
- Augustus John (1878-1961)
- Alphonse Van Beurden Jr. (1878-1962)
- Baron Isidore Opsomer (1878-1967)
- Edna Clarke Hall (1879-1979)
- Paul Klee (1879-1940)
- Francis Picabia (1879-1953)
- Vanessa Bell (1879-1961)
- Charles Camoin (1879-1965)
- André Derain (1880-1954)
- Jacob Epstein (1880-1959)
- Leo Gestel (1881-1941)
- Clarence Gagnon (1881-1942)
- Jean Colin (1881-1961)
- Reinier Kennedy (1881-1960)
- Fernand Leger (1881-1955)
- Pablo Picasso (1881-1973)
- Léon Spilliaert (1881-1946)
- Tjerk Bottema (1882-1940)
- George Wesley Bellows (1882-1925)
- Jan Boon (1882-1975)
- Cécile Cauterman (1882-1957)
- Nelly Court (1882-1937)
- Rik Wouters (1882-1916)
- Jules Schmalzigaug (1882-1917)
- Cornelis Jan Mension (kunstschilder) (1882-1950)
- George Braque (1882-1963)
- N.C. Wyeth (1882-1945)
- Edward Hopper (1882-1967)
- Rockwell Kent (1882-1971)
- Hendrik Adriaan van der Wal (1882-1963)
- Paul Arntzenius (1883-1965)
- Charles Demuth (1883-1935)
- Jose Clemente Orozco (1883-1949)
- Maurice Utrillo (1883-1955)
- Marie Laurencin (1883-1956)
- Gino Severini (1883-1966)
- Frits Van den Berghe (1883-1939)
- Erich Heckel (1883-1970)
- Fernand Verhaegen (1883-1975)
- Tjeerd Bottema (1884-1978)
- Wyndham Lewis (1884-1957)
- Amedeo Modigliani (1884-1920)
- Max Beckmann (1884-1950)
- Jacques Maroger (1884-1962)
- Alfred Ost (1884-1945)
- William Edouard Scott (1884-1964)
- Gösta Adrian-Nilsson (1884-1965)
- Karl Schmidt-Rottluff (1884-1976)
- Bohumil Kubišta (1884-1918)
- Francesc Gimeno (1885-1927)
- Dimitri Sjevardnadze (1885-1937)
- Robert Delaunay (1885-1941)
- Anton van Haren (1885-1958)
- Ulrich Leman (1885-1988)
- Oscar Verpoorten (1885-1948)
- Constant Permeke (1886-1952)
- Diego Rivera (1886-1957)
- Jean Arp (1886-1966)
- Tsugouharu Foujita (1886-1968)
- Joseph Yoakum (1886-1972)
- Josef Capek (1887-1945)
- Juan Gris (1887-1927)
- Laura Wheeler Waring (1887-1948)
- William Zorach (1887-1966)
- Marcel Duchamp (1887-1968)
- Marguerite Zorach	(1887-1968)
- Max Ackermann (1887-1975)
- Marc Chagall (1887-1985)
- Valentine Hugo (1887-1968)
- Georgia O'Keeffe (1887-1986)
- Vladimir Baranoff-Rossine (1888-1944)
- Maurice Fongueuse (1888-1963)
- Marinus Heijnes (1888-1963)
- Sargent Johnson (1888-1967)
- Achille Lammens (1888-1968)
- Josef Albers (1888-1976)
- Gregorio de Chirico (1888-1978)
- Clovis Trouille (1889-1975)
- Paul Nash (1889-1946)
- Edward Wadsworth (1889-1949)
- Anders G. Aldrin (1889-1970)
- Thomas Hart Benton (1889-1975)
- El Lissitzky (1890-1941)
- Egon Schiele 	(1890-1918)
- Ossip Zadkine (1890-1967)
- Man Ray (1890-1976)
- Piet Lippens (1890-1981)
- Otto Dix (1891-1969)
- Charley Toorop (1891-1955)
- Max Ernst (1891-1976)
- Alphonse Mora (1891-1977)
- Grant Wood (1892-1942)
- Leo Bervoets (1892-1978)
- Albert de Roover (1892-1978)
- Joan Miró (1893-1983)
- George Grosz (1893-1959)
- Jan De Cooman (1893-1949)
- Charles E. Burchfield (1893-1967)
- Sjalva Kikodze (1894-1921)
- Ketevan Magalasjvili (1894-1973)
- Norman Rockwell (1894-1978)
- Chaim Soutine (1894-1944)
- Stuart Davis (1894-1954)
- Alma Thomas (1894-1978)
- Ben Nicholson (1894-1982)
- Yuki Ogura (1895-2000)
- Oswald Wenckebach (1895-1962)
- Bram van Velde (1895-1981)
- Davaux Robert (ca. 1895-ca. 1959)
- Bernard van Vlijmen (1895-1977)
- Edmond Van Dooren (1896–1965)
- Lado Goediasjvili (1896-1980)
- Dio Rovers (1896-1990)
- Charles Eyck (1897-1983)
- Paul Delvaux (1897-1994)
- Gerrit Benner (1897-1981)
- Gaston Pauwels (1897–1983)
- Marie Howet (1897-1984)
- Clemens van Lamsweerde (1897-1972)
- René Magritte (1898-1967)
- Ludwig Bemelmans (1898-1962)
- Jean Fautrier (1898-1964)
- Jacob 'Jaap' van Praag (1898-1969)
- Alexander Calder (1898-1976)
- P.H. Polk (1898-1984)
- Geer van Velde (1898-1977)
- Jan van der Zee (1898-1988)
- Jos Lussenburg (1898-1975)
- Elene Achvlediani (1898-1975)
- Lucio Fontana (1899-1968)
- Rufino Tamayo (1899-1991)

## 20e eeuw
- Ernest Albert (1900–1976)
- Carel Willink (1900-1983)
- Carlo de Roover (1900-1986)
- Richmond Barthe (1901-1989)
- Beauford Delaney (1901-1979)
- Jean Dubuffet (1901-1985)
- Pyke Koch (1901-1991)
- Jutta Balk (1902-1987)
- Albert Van Dyck (1902-1951)
- Wifredo Lam (1902-1982)
- Joseph Cornell (1903-1972)
- Stien Eelsingh (1903-1964)
- Han van der Kop (1903-1934)
- Cândido Portinari	(1903-1962)
- Mark Rothko (1903-1970)
- Delilah Pierce (1904-1992)
- Willem de Kooning (1904-1997)
- Arshile Gorky	(1904-1948)
- Clyfford Still (1904-1980)
- Isamu Noguchi (1904-1988)
- Salvador Dalí (1904-1989)
- Hans Hartung 	(1904-1989)
- Louis Pevernagie (1904-1970)
- Barnett Newman (1905-1970)
- Anton Refregier (1905-1979)
- Gust Van Steenwegen (1905-1986)

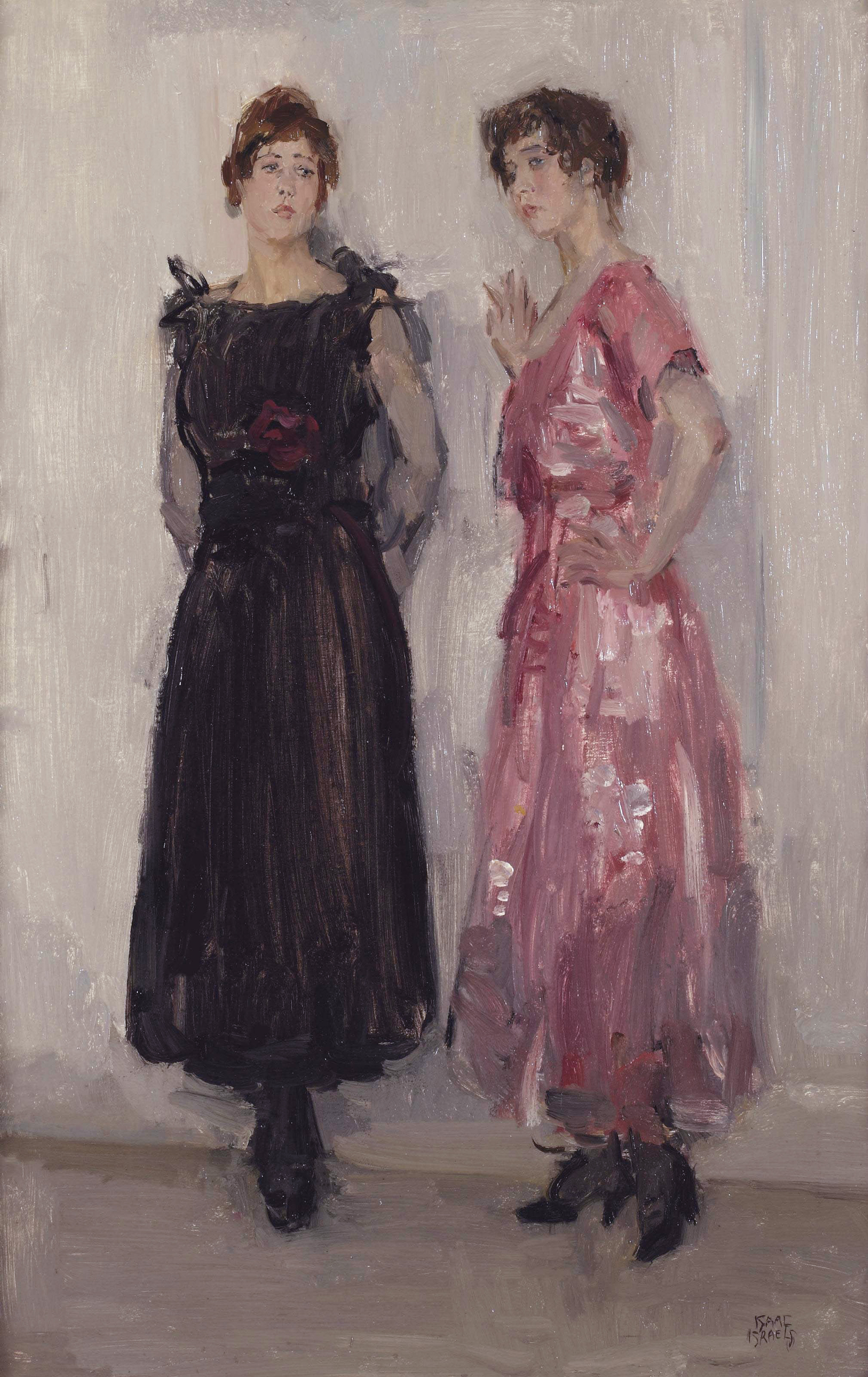
Isaäc Israëls, Epi en Gertie bij modehuis Hirsch

- Rachel Fernhout-Pellekaan (1905-1989)
- Gerhard Karlmark (1905-1976)
- Lois Mailou Jones (1905-ca.1990)
- Herman Verbaere (1905-1993)
- Andrée Ruellan (1905-2006)
- Gustaaf Sorel (1905-1981)
- Emmy Bridgewater (1906–1999)
- Bert Hildebrandt (1906-1974)
- Huguette Clark (1906-2011)
- William Thon (1906-2000)
- Frida Kahlo (1907-1954)
- Fairfield Porter (1907-1975)
- Charles Alston (1907-1977)
- Wim Chabot (1907-1977)
- Art Frahm (1907-1981)
- Piet Zwiers (1907-1965)
- M.J.A. Mol (1908-1991)
- Carel Weight (1908-1997)
- Victor Vasarely (1908-1997)
- Balthus (1908-2001) (Graaf Balthasar Klossowski de Rola)
- Francis Bacon (schilder) (1909-1992)
- Lena Constante (1909-2005)
- Gerrit de Morée (1909-1981)
- Ries Mulder (1909-1973)
- Romain Malfliet (1910-2006)
- Doris McCarthy (1910-2010)
- Jacques Nathan Garamond (1910-2001)
- Edgar Fernhout (1912-1974)
- Jackson Pollock (1912-1956)
- Afro Basaldella (1912-1976)
- Frans Pincé (1912-1984)
- Gaston Homblé (1912-1985)
- Philip Guston (1913-1980)
- Romare Bearden (1914-1988)
- Jan Roëde (1914-2007)
- Charles Sebree (1914-1985)
- Nicolas de Staël (1914-1955)
- Henryk Tomaszewski (1914-2005)
- Basuki Abdallah (1915-1993)
- Germaine Brus (1915-2015)
- Willem Hofhuizen (1915-1986)
- Robert Motherwell (1915-1991)
- Albert Loots (1915-1992)
- Elsa Vervaene (1915-2016)
- Jack Godderis (1916-1971)
- Pierre van Ierssel (1916-1951)
- Andrew Wyeth (1917-2009)
- Sidney Nolan (1917-1992)
- Jacob Lawrence (1917-ca. 2000)
- Peter Lanyon (1918-1964)
- Rik Versonnen (1919-1997)
- Engelbert L'Hoëst (1919-2008)
- Lambertus de Jong (1919-2005)
- Oscar Bonnevalle (1920-1993)
- Constant (1920-2005)
- Luc-Peter Crombé (1920-2005)
- Karel Appel (1921-2006)
- Pieter Defesche (1921-1998)
- Theo van der Horst (1921-2003)
- Gustaaf Prils (1921-2006)
- Frans Piens (1922-1973)
- Corneille (1922-2010)
- Lucian Freud (1922-2011)
- Jan Geusebroek (1922-2015)
- Richard Hamilton (1922-2011)
- Arie Kater (1922-1977)
- Pieter Kooistra (1922-1998)
- Ellsworth Kelly (1923-2015)
- Sam Francis (1923-1994)
- Roy Lichtenstein (1923-1997)
- Larry Rivers (1923-2002)
- Hassan El Glaoui (1924-2018)
- Frits ten Hagen (1924-2006)
- Lucebert (1924-1994)
- Kenneth Noland (1924-2010)
- Co Westerik (1924-2018)
- Dicky Rogmans (1925-1992)
- José Vento Ruiz (1925-2005)
- Jan Burssens (1925-2002)
- Brian Connelly (1926-1963)
- Betye Saar (1926-)
- Camille D'Havé (1926-1980)
- Jos Stam (1926-1985)
- Luigi Pinedo (1926-2007)
- Shimon Tzabar (1926-2007)
- Jakov Lind (1927-2007)
- Helen Frankenthaler (1928-2011)
- Andy Warhol (1928-1987)
- Donald Judd (1928-1994)
- Bernard Buffet (1928-1999)
- Diederik Kraaijpoel (1928-2012)
- Willem den Ouden (1928-)
- Carla Daalderop-Bruggeman (1928-2015)
- Burhan Doğançay (1929-2013)
- Claes Oldenburg (1929-)
- Ad Snijders (1929-2010)
- Jaak Vanderheyden (1929-2017)
- Ans Wortel (1929-1996)
- Robert Bateman (1930)
- Jasper Johns (1930)
- Ibrahim el-Salahi (1930)
- Richard Anuszkiewicz	(1930)
- Hugo Declercq (1930-1996)
- Niki de Saint Phalle (1930-2002)
- Herman Krikhaar (1930-2010)
- Frank Auerbach (1931-2024)
- Leo de Jong (1931-2019)
- Tom Wesselmann (1931-2004)
- Willie Cools (1931-2011)
- Fernando Botero (1932-2023)
- Robert Bechtle (1932)
- Richard Estes (1932)
- Johan Lennarts (1932-1991)
- Hans Verhoef (1932)
- Wolf Vostell (1932-1998)
- Dan Flavin (1933-1996)
- Jos De Cock (1934-2010)
- Jivya Soma Mashe (1934-2018)
- Raymond Saunders (1934)
- Bhupen Khakhar (1934-2003)
- Valerio Adami (1935)
- Carl Andre (1935)
- Cor Dam (1935-2019)
- Bryan Organ (1935)
- Frank E. Smith (1935)
- Etienne Elias (1936-2007)
- Frankétienne (1936-)
- Gerard van Grieken (1936-2010)
- Malangatana Ngwenya (1936-2011)
- Robert Thompson 	(1936-1966)
- Raffi Lavie (1937-2007)
- Ine Veen (1937)
- Allen Jones (1937)
- David Hockney (1937)
- Ernie Barnes (1938-2009)
- Georg Baselitz (1938)
- David Koloane	(1938-2019)
- Eugene James Martin (1938-2005)
- Redza Piyadasa (1939-2007)
- Breyten Breytenbach (1939)
- Reinier Lucassen (1939-2025)
- Jan Martens (1939-2017)
- Erik Pevernagie (1939)
- Georgine van Assche (1939-2005)
- Etienne Bagchus (1940-2012)
- Francisco Toledo (1940-2019)
- Kees van der Vlies (1940)
- Jennifer Bartlett (1941)
- Heinz Guth (1941)
- Robert Lenkiewicz (1941-2002)
- Ana Maria Machado (1941-)
- Youri Messen-Jaschin (1941)
- Bruce Nauman (1941)
- Auseklis Ozols (1941)
- Myriam Leenknecht (1942)
- Sylvia Snowden (1942)
- Bob Ross (1942-1995)
- Sjouke Heins (1943-2020)
- Frans Koppelaar (1943)
- Howardena Pindell (1943)
- Mykola Sjmatko (1943-2020)
- Han van den Broeke (1944-2009)
- George Schmidt (1944)
- Felix Sperans (1944)
- Odd Nerdrum (1944)
- Thierry Rijkhart de Voogd (1944)
- Pieter Dirk Torensma (1944)
- Maya Wildevuur (1944-2023)
- Sylvia Willink (1944)
- Sonja Michiels (1945)
- Gee Vaucher (1945)
- Anselm Kiefer	(1945)
- Pjeroo Roobjee (1945)
- Kiro Urdin (1945)
- Paul Mavrides (1945)
- Max Baris (1945)
- Ton Blommerde (1946-2005)
- Jean-Marie van Staveren (1946)
- Pieter Stoop (1946)
- Jamie Wyeth (1946)
- Vito Galfano (1946-1995)
- Wout Muller (1946-2000)
- Herman Brood (1946-2001)
- Jean-Marie Boomputte (1947)
- Codriez (Corneille Driezen) (1947)
- Brian Froud (1947)
- Hans Deuss (1948)
- Jean Fernand (1948)
- Toos van Holstein (1949)
- Jean Thomassen (1949)
- Jan Balyon (1949)
- Guy Bleus (1950)
- Reinder Homan (1950)
- Werewere Liking (1950)
- Barbara Tyson-Mosley 	(1950)
- Saskia Minoli (1951)
- Frank Dammers (1951)
- Anne-Mie Van Kerckhoven (1951)
- Membrandt (1953-2014)
- Han Perier (1952)
- Ingo Kühl (1953)
- Larry Abramson (1954)
- Ad Arma (1954)
- Leen van Duivendijk (1954)
- Tony Green (1954)
- Willem van Veldhuizen (1954)
- Alex Vermeulen (1954-)
- Beverly K. Effinger (1955-)
- Jeff Koons (1955-)
- Maria ten Kortenaar (1955-)
- Chéri Samba (1956-)
- Cor Litjens (1956-)
- Anita Groener (1958)
- Keith Haring (1958-1990)
- Badr Abdel Moghny (1958)
- Marc Mulders (1958)
- Erik Zwezerijnen (1958)
- Cees Mudde (1959)
- Andreas Vanpoucke (1959)
- Jean-Michel Basquiat (1960-1988)
- Jeroen Hermkens (1960)
- Heri Dono (1960)
- Reinoud van Vught (1960)
- Ganchoegiyn Poerevbat (1960)
- Menno Baars (1961)
- Toon Diepstraten (1963)
- Khosrow Hassanzadeh (1963-2023)
- Garrick Marchena (1966)
- Michael Ray Charles (1967)
- Henk de Bouter (1968)
- Olivier Lamboray (1968)
- Cecily Brown (1969)
- Eva Krause (1970)
- Emily Jacir (1970)
- Robert Zandvliet (1970)
- Roger Braun (1972)
- Jhomar Loaiza (1977)
- Francis Sling (1979)
- Johanna Franco Zapata (1985)

## Geboortedatum ontbreekt nog

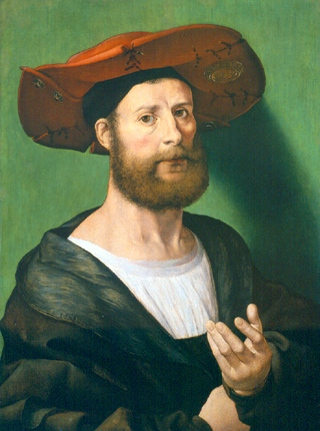
Jan Gossaert, genaamd Van Mabuse

- Ambrosius Holbein	(Duitsland, ca. 1495-ca. 1519)
- Francesco Bassano sr. (ca. 1475-1539)
- Jacopo Bassano (aka Jacopo da Ponte) (geb. ca. 1510-18, Bassano del Grappa - † 1592, Bassano, (Italië)
- Leandro Bassano (zoon van Jacopo) (geb. 1557, Venetië - † 1622, Venetië)
- Francesco Bassano jr. (aka Francesco Giambattista da Ponte) (geb. 1559, Bassano - † 1592, Venetië)
- Beato Angelico (Giovanni da Fiesole) - zie Fra Angelico
- Ch'en Jung
- Claude Bonin-Piassarro
- Cydney
- Don Eddy	(geb. USA, 1944)
- Fan K'uan
- Franklin Adams
- Johannes Lodeizen (geb. te Schiedam, 1892)
- Giatto
- Klaartje Pander (geb. te Amsterdam, 1971)
- Mabuse (ca. 1478-1532) aka Jan Mabuse, Jan Gossaert, Jan Gossart
- Pete Max
- Trix Bosch